# Mirosław Pych
Mirosław Krzysztof Pych (ur. 15 marca 1972 w Słubicach) – polski lekkoatleta, wielokrotny mistrz świata i paraolimpijski. Jest zawodnikiem słabowidzącym przez co rywalizuje w kategorii F12. Specjalizuje się w rzucie oszczepem. Dawniej również w pięcioboju i biegu na 100 metrów.
W 2012 ogłosił zakończenie kariery sportowej.

## Występy w Igrzyskach Paraolimpijskich
| Igrzyska       | Konkurencja    | Wynik    | Miejsce |
| -------------- | -------------- | -------- | ------- |
| 1992 Barcelona | pięciobój      | 3150 pkt | 1       |
| 1992 Barcelona | 100 m          | 11.66    | 3       |
| 1996 Atlanta   | pięciobój      | 3118 pkt | 1       |
| 1996 Atlanta   | rzut oszczepem | 58.48 m  | 1       |
| 1996 Atlanta   | 100 m          | 11.39    | 2       |
| 2000 Sydney    | pięciobój      | 3307     | 1       |
| 2000 Sydney    | rzut oszczepem | 53.77 m  | 1       |
| 2004 Ateny     | rzut oszczepem | 52.32 m  | 2       |
| 2008 Pekin     | rzut oszczepem | 989 pkt  | 3       |

## Odznaczenia
- 2008: Krzyż Oficerski Orderu Odrodzenia Polski[2]
- 2016: Odznaka Honorowa „Za zasługi dla województwa lubuskiego”[3]